# Alina Croitoru
Alina Croitoru (ur. 12 marca 1984) – rumuńska judoczka. Uczestniczka mistrzostw świata w 2001, 2003 i 2005. Startowała w Pucharze Świata w latach 2001-2007. Siódma na mistrzostwach Europy w 2002 i druga w drużunie w 2000. Trzecia na ME U-23 w 2006. Mistrzyni Europy juniorów w 2002 i druga w 2003 roku.